# Wybory parlamentarne na Grenlandii w 2018 roku
Wybory parlamentarne na Grenlandii odbyły się 24 kwietnia 2018 roku.

## Podłoże
W wyborach parlamentarnych w 2014 roku partia Siumut otrzymała 34,30% głosów poparcia, ale zdobyła tyle samo mandatów, co Wspólnota Ludzka (11). Rząd koalicyjny utworzony przez Siumut, Demokratów i Atassut przetrwał do 2016 roku, kiedy to Siumut utworzył nową koalicję z Wspólnotą Ludzką i Partią Naleraq. Kim Kielsen z Siumut przewodził obu rządom.
W trakcie kadencji parlamentarnej 2014-2018 dwóch deputowanych Atassut przeszło do Simut, a Michael Rosing opuścił Demokratów, i pozostał niezrzeszony. 

## System wyborczy
31 członków parlamentu wybieranych jest w wyborach proporcjonalnych w okręgach wielomandatowych. Mandaty przydzielane są przy użyciu metody d'Hondta.

## Wyniki
Wybory parlamentarne z wynikiem 27,2% głosów poparcia wygrała partia Siumut. Frekwencja wyborcza wyniosła 71,86%. 
|  | Partia                              | Głosy  | Procent | Mandaty | Mandaty +/– |
|  | ----------------------------------- | ------ | ------- | ------- | ----------- |
|  | Siumut                              | 7957   | 27,2%   | 9       | 2           |
|  | Wspólnota Ludzka                    | 7478   | 25,5%   | 8       | 3           |
|  | Demokraci                           | 5712   | 19,5%   | 6       | 2           |
|  | Partia Naleraq                      | 3931   | 13,4%   | 4       | 1           |
|  | Atassut                             | 1730   | 5,9%    | 2       |             |
|  | Partia Współpracy                   | 1193   | 4,1%    | 1       |             |
|  | Nunatta Qitornai                    | 1002   | 3,4%    | 1       |             |
|  | Głosy nieważne                      | 291    | –       | –       | –           |
|  | Razem                               | 29 296 | 100%    | 31      | 0           |
|  | Zarejestrowani wyborcy / frekwencja | 40 769 | 71,86   | –       | –           |